# Mulldisksnäcka
Mulldisksnäcka (Helicodiscus singleyanus) är en snäckart som först beskrevs av Henry Augustus Pilsbry 1889.  I den svenska databasen Dyntaxa används istället namnet Lucilla singleyana. Enligt Catalogue of Life ingår Mulldisksnäcka i släktet Helicodiscus och familjen Helicodiscidae, men enligt Dyntaxa är tillhörigheten istället släktet Lucilla och familjen Helicodiscidae. Arten är reproducerande i Sverige. Inga underarter finns listade i Catalogue of Life.